# Liste der Stolpersteine in Bleckede
Die Liste der Stolpersteine in Bleckede enthält alle Stolpersteine, die im Rahmen des gleichnamigen Kunst-Projekts von Gunter Demnig in Bleckede verlegt wurden. Mit ihnen soll Opfern des Nationalsozialismus gedacht werden, die in Bleckede lebten und wirkten. Am 27. Februar 2017 wurden die ersten drei Stolpersteine an einer Adresse verlegt.

## Liste der Stolpersteine
| Bild          | Inschrift                                                                                                | Adresse                      | Verlegedatum  | Person |
| ------------- | --- | ---------------------------- | ------------- | --- |
| Joseph Rosen  | Hier wohnte JOSEPH ROSEN Jg. 1874 deportiert 1942 Theresienstadt 1944 Auschwitz ermordet                 | Friedrich-Kücken-Straße 16 · | 27. Feb. 2017 | Joseph Rosen (1874–1944) wurde am 23. Oktober 1874 in Mönchengladbach geboren. Er war mit Ottilie Rosen verheiratet und lebte in der Friedrich-Kücken-Straße 16. 1935 waren sie gezwungen, ihr Haus zu verkaufen und in das „Judenhaus“ in der Lüneburger Straße 45 zu ziehen. Am 19. Juli 1942 wurde er mit seiner Frau über Hamburg in das Ghetto Theresienstadt und von dort am 15. Mai 1944 weiter in das Vernichtungslager Auschwitz deportiert. Er wurde später für tot erklärt. |
| Ottilie Rosen | Hier wohnte OTTILIE ROSEN geb. Lindenbaum Jg. 1873 deportiert 1942 Theresienstadt ermordet 18.1.1944     | Friedrich-Kücken-Straße 16 · | 27. Feb. 2017 | Ottilie Rosen (1873–1944) wurde am 27. März 1873 als Otilie Lindenbaum in Dortmund-Dorstfeld geboren. Sie wohnte mit ihrem Mann und ihrem Enkel Otfried in der Friedrich-Kücken-Straße 16, bis sie 1935 in das „Judenhaus“ in der Lüneburger Straße 45 umziehen mussten. Am 19. Juli 1942 wurde sie mit ihrem Mann über Hamburg in das Ghetto Theresienstadt deportiert und starb dort am 18. Januar 1944. |
| Otfried Rosen | Hier wohnte OTFRIED ROSEN Jg. 1917 verhaftet 12.9.1939 Sachsenhausen 1940 Flossenbürg ermordet 10.9.1940 | Friedrich-Kücken-Straße 16 · | 27. Feb. 2017 | Otfried Rosen (1917–1940) wurde am 1. Oktober 1917 als unehelicher Sohn von Grethe Rosen (1901–1918), der Tochter von Joseph und Ottilie Rosen, in Bleckede geboren. Grethe Rosen starb 1918 und Otfried Rosen wuchs bei seinen Großeltern im Haus Friedrich-Kücken-Straße 16 auf. Er musste nach dem Verkauf des Hauses mit ihnen in das „Judenhaus“ umziehen. Ab ca. 1939 wurde er zum Wehrdienst bei der Wehrmacht eingezogen, wo er bei der Infanterie in Eutin Dienst leistete. Am 12. September 1939 wurde er in der Sonderaktion Wehrmacht als „SAW-Häftling“ im KZ Sachsenhausen inhaftiert und am 6. April 1940 in das KZ Flossenbürg verlegt. Dort starb er am 10. September 1940, angeblich durch einen Narkoseschock bei einer Blinddarmoperation. |